# Ołeksandr Biłozerski
Ołeksandr Pawłowycz Biłozerski, ukr. Олександр Павлович Білозерський (ur. 4 maja 1964 w Symferopolu) – ukraiński piłkarz, grający na pozycji napastnika, a wcześniej pomocnika, trener piłkarski.

## Kariera piłkarska

### Kariera klubowa
Wychowanek klubu SDJuSzOR Tawrija Symferopol. Pierwszy trener W.M.Stachiejew. W 1981 rozpoczął karierę piłkarską w drużynie rezerwowej Tawrii Symferopol, a w następnym roku debiutował w podstawowym składzie. W 1984 służył w wojskowej drużynie SKA Odessa. Potem grał w drugoligowych zespołach Okean Kercz i Wołyń Łuck. W 1990 wyjechał do Polski, gdzie bronił barw klubów KSZO Ostrowiec Świętokrzyski i Błękitni Kielce. Na początku 1994 powrócił do Ukrainy, gdzie został piłkarzem Drużby Berdiańsk. Od 1996 występował w Krywbasie Krzywy Róg, w barwach którego 13 marca 1996 debiutował w Wyższej Lidze. Latem 1996 zmienił na inny pierwszoligowy klub Kremiń Krzemieńczuk. Na początku 1998 przeszedł do Zirki Kirowohrad. W 2000 zakończył karierę piłkarską w Podilla Chmielnicki.

## Kariera trenerska
Po zakończeniu kariery piłkarskiej od stycznia do września 2006 pomagał trenować drużynę rezerwową Tawrii Symferopol. W 2008 prowadził Chimik Krasnoperekopsk, a od lipca pracuje na stanowisku głównego trenera drużyny młodzieżowej Tawrii Symferopol.